# Anton Mahnič
Anton Mahnič (vagy: Antun Mahnić; Kobdilj, Osztrák–Magyar Monarchia, ma: Szlovénia, 1850. szeptember 6. – Zágráb, Szlovén–Horvát–Szerb Állam, 1920. december 14.); krki püspök.

## Élete

### Nyilvános működése
Mélyen vallásos szülőktől született. A Štanjeli plébánia templomában részesült a keresztelésen. Teológiai tanulmányait Bécsben végezte, 1874-ben pappá szentelték a Gorica székesegyházában, 1881-ben pedig doktori fokozatot szerzett Bécsben.
Nevelő volt a szemináriumban és előadó a teológián; különböző beosztásai voltak Goriziában. Ebben az időszakban aktívan bekapcsolódott a szlovén társadalmi és politikai életbe, kritizálva a liberalizmust és a liberális katolicizmust. 1889-ben elindította a katolikus folyóiratot Rimski katolik ("Római katolikus") néven. Határozott és néha éles fellépéseiért a liberális ellenségei „Nevihta s Krasa”nak („Zivatar a Karszttól”) nevezték.

## Püspök
1896-ban Krki püspök lett. Rögtön vallási közösségeket szervezett összekötve a katolikus sajtótevékenységgel, illetve a nyomdával Kurykta Krk városában. Itt kezdett 1901-ben kiadni egy közös havilapot horvát és szlovén papoknak szentségimádásra Sanctissima Eucharistia ("Legszentebb Oltáriszentség") címmel, amely 1911-ben a Svećenička zajednica ("Papi Közösség") nevet vette fel, mert a szlovénok saját folyóiratot szerkesztettek Vzajemnost ("Szolidáritás") néven. Két püspökségi zsinatot hívott össze: 1901-ben és 1911-ben. Legfontosabb a keresztény filozófiai folyóirata, Hrvatska straža za kršćansku prosvjetu ("Horvát őr a keresztény műveltség számára"), amit 1903 írt meg. Egyidőben kezdeményezte a horvát katolikus egyetemisták lapjait és szervezeteit az egész Monarchia területén. Így 1905-ben megjelenik az egyetemisták lapja: Luč (folyóirat – Fény). Valószínűleg ennek a következménye volt „az első horvát katolikus összejövetel” Zágrábban, 1900-ben; ennek odaadó résztvevője volt Mahnič püspök is.
Mahnič legfontosabb szorgalmazásai az ifjúság nevelése és találkozásaik voltak. E célból szerette volna ha letelepednének püspökségében don Bosconak szaléziánusai; mégsem telepedtek le ezen a vidéken, hanem máshol, a Gorizia érsekségben: Rovinjba (1913-1956) és Fiuméba (1918). Zágrábban 1906-ra tehető az alakulásuk éve „Horvát Katolikus Akadémiai Társaság "Domagoj", 1909. alakul „Horvát Katolikus Diák szövetség”, mint ernyőszervezete az ifjúsági szervezeteknek.
Később megszervezte „Pijevo društvo”-t (Pius szövetsége) Zágrábban, 1908 évében, aminek a lapja Jutro (Reggel). Később különböző katolikus értelmiségiek csoportja gyülekezett e hetilap köré, és egyesültek egységes mozgalommá – Hrvatski katolički pokret (Horvát katolikus mozgalom – HKP), melynek alapszervezete volt a „Hrvatski katolički narodni savez” (HKNS – Horvát katolikus népi szövetség), alapítva Zágrábban 1910-ben.
Mahnič püspök elsődleges célja volt terjeszteni és megvédeni a katolikus hitet és erkölcsi elveket a nyilvánosság előtt a társadalomban, amely erősen áthatódott a növekvő liberalizmussal és szekularizációval. Ezt tette először a szlovéniai Gorizián. Ugyanolyan hévvel folytatta, mint Krki püspök, de Horvátországban több sikerrel. Ezért mondja róla Ignacije Radić életrajzában: „Mahnić Szlovéniának sokat adott, de Horvátországnak mindent!”

## Halála és tisztelete
Az első világháború után az olasz hatóságok elűzték Mahničot Krk városából a Rómához közeli Frascatiba. Súlyosan megbetegedett rákban, majd elment Zágrábba, ahol a szentség hírében halt meg 1920. december 14-én. Először a Mirogojon temették el, később hamvait áthelyezték a Zágrábi Ksavéri Szent Ferenc templomba, majd 2002-ben a Krki Katedrálisba.

### Boldoggá avatási eljárása
Halálának 93. évfordulóján, 2013. december 14-én a Krki Nagyboldogasszony nevű katedrálisban ünnepi szentmisével kezdődött az eljárás, hogy boldoggá és szentté avassák. Az ünnepséget Valter Župan, a Krki püspök vezette.
Mahnić püspök boldoggá avatási eljárásának megnyitásán jelen volt a Rijekai érsek Ivan Devčić, a Poreč-Pulai püspök Dražen Kutleša, a Koperi püspök Jurij Bizjak, valamint ötven pap és számos hívő. A boldoggá avatási eljárás megnyitásán jelen volt még páter Božidar Nagy, boldog Ivan Merz posztulátora, aki Mahnić püspökkel szoros kapcsolatban volt. Merz az első boldog, aki Mahnić Katolikus mozgalmához tartozott.

## Művei
- Acta curiae episcopalis Veglensis, 1898–1918 (I–XXI)
- Acta et Decreta I. Sinodi Veglensis, Veglae, 1901
- Acta et Decreta II. Sinodi Veglensis, Veglae, 1911
- Dr. Anton Mahnič, Več luči, Iz »Rimskega katolika« zbrani spisi, uredil dr. Aleš Ušeničnik, Ljubljana, 1912
- Folium periodicum Archidieceseos Goritienssis, Gorica (Gorizia)
- Hrvatska Straža, Časopis namijenjen filozofiji i drugim znanostima, Krk-Senj, 1903–1918
- Katoliški obzornik, Izdaja »Leonova družba« v Ljubljani, 1897–1906 (I–X)
- Rimski katolik, Urejeval in izdajal dr. Anton Mahnič, profesor bogoslovja v Gorici, 1889–1896, (I–VIII), Gorica
- SS. Eucharistia, Vestnik »Duhovnikov častivcev«, slovenskih in hrvatskih, Krk, 1902–1910 (I–IX) (slovenski, hrvaški in latinski članki)
- Svećenička zajednica pod zaštitom Presv. Srca Isusova, Glasilo diecezanskih udruga hrvatskog i slovenskog svećenstva i Družbe Svećenika Klanjalaca, Krk, 1911–1918 (I/X/-VIII/XVII/)

## Lásd még
- Római katolikus egyház
- Alojzije Stepinac
- Katolikus szentek és boldogok listája név szerint

## Külső hivatkozások
- Dr. Stanislav Vitković: Nastanak i razvoj Hrvatskoga katoličkog pokreta
- „Čuvar s Jadrana“ – škof Anton Mahnič med prvo svetovno vojno (Biskup Antun Mahnić za vrijeme prvog svjetskog rata)
- Krk- Otvoren proces beatifikacije biskupa Antuna Mahnića Archiválva 2013. december 28-i dátummal a Wayback Machine-ben
- Otvaranje postupka za proglašenje blaženim i svetim biskupa Antuna Mahnića Archiválva 2021. december 20-i dátummal a Wayback Machine-ben
- Anton Mahnič: Dvanajst večerov (povzetek) Archiválva 2014. január 4-i dátummal a Wayback Machine-ben
- Anton Mahnič (Sclavinia – Gorica)[halott link]
- Krk- Odprt proces beatifikacije škofa Antona Mahniča Archiválva 2013. december 28-i dátummal a Wayback Machine-ben
- na sistory.si Meglič, Mateja: »Čuvar s Jadrana« – škof Anton Mahnič med prvo svetovno vojno, diplomska naloga, Univerza v Ljubljani, 2007